# الاضطراب المدني في بيليز 2005

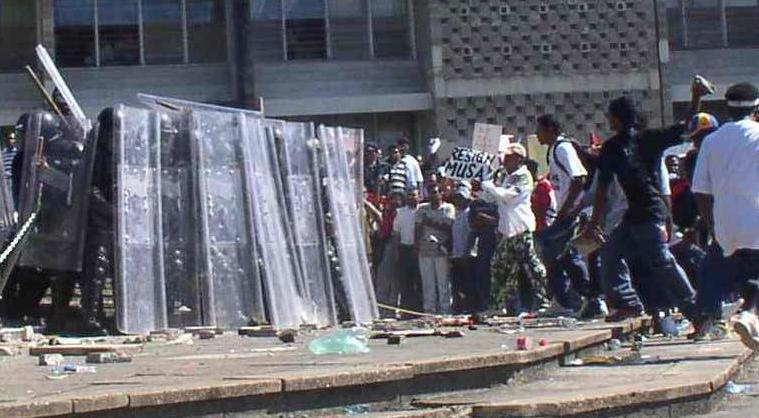
مواجهة بين المحتجين وشرطة مقاومة الشغب بيلموبان في الحادي والعشرين من يناير

في أواسط يناير 2005، اندلع اضطراب مدني في بيلموبان عاصمة بليز. هذا الاضطراب نشأ عن ميزانية جديدة للدولة احتوت على ارتفاع ملحوظ في الضرائب والغضب على الحزب الحاكم – حزب الشعب المتحد – بسبب استياء الوضع المالي للحكومة البليزية.

## احتجاجات الميزانية في يناير 2005
في 13 يناير 2005 قامت حكومة سيد موسى بإعلان ميزانيتها للعام المالي 2005-2006. احتوت الميزانية على زيادات علي في الضرائب على خدمات ومهن متعددة، في ما بينها 11% زيادة في ضرائب البيع للـعقار، و 5% زيادة في الضرائب على المؤسسات المالية، و 8% زيادة على ضرائب منتجات التبغ، و 100% زيادة في الضرائب على بعض أنواع الخمر.
تزعم الحكومة أن هذه الزيادات مشابهة للزيادات التي وضعها الحزب الديموقراضي المتحد في عام 1998، ولكن الخيبة العامة الناشئة من سوء الإدارة المالية والفساد في حزب الشعب المتحد أدت – رغم هذه المزاعم– إلى احتجاجات في مبنى الجمعية الوطنية في 15 يناير، احتوت هذه الاحتجاجات على مواجهات بين المتظاهرين وقوات الشرطة. استمرت هذه الاحتجاجات حتى الأسبوع التالي.

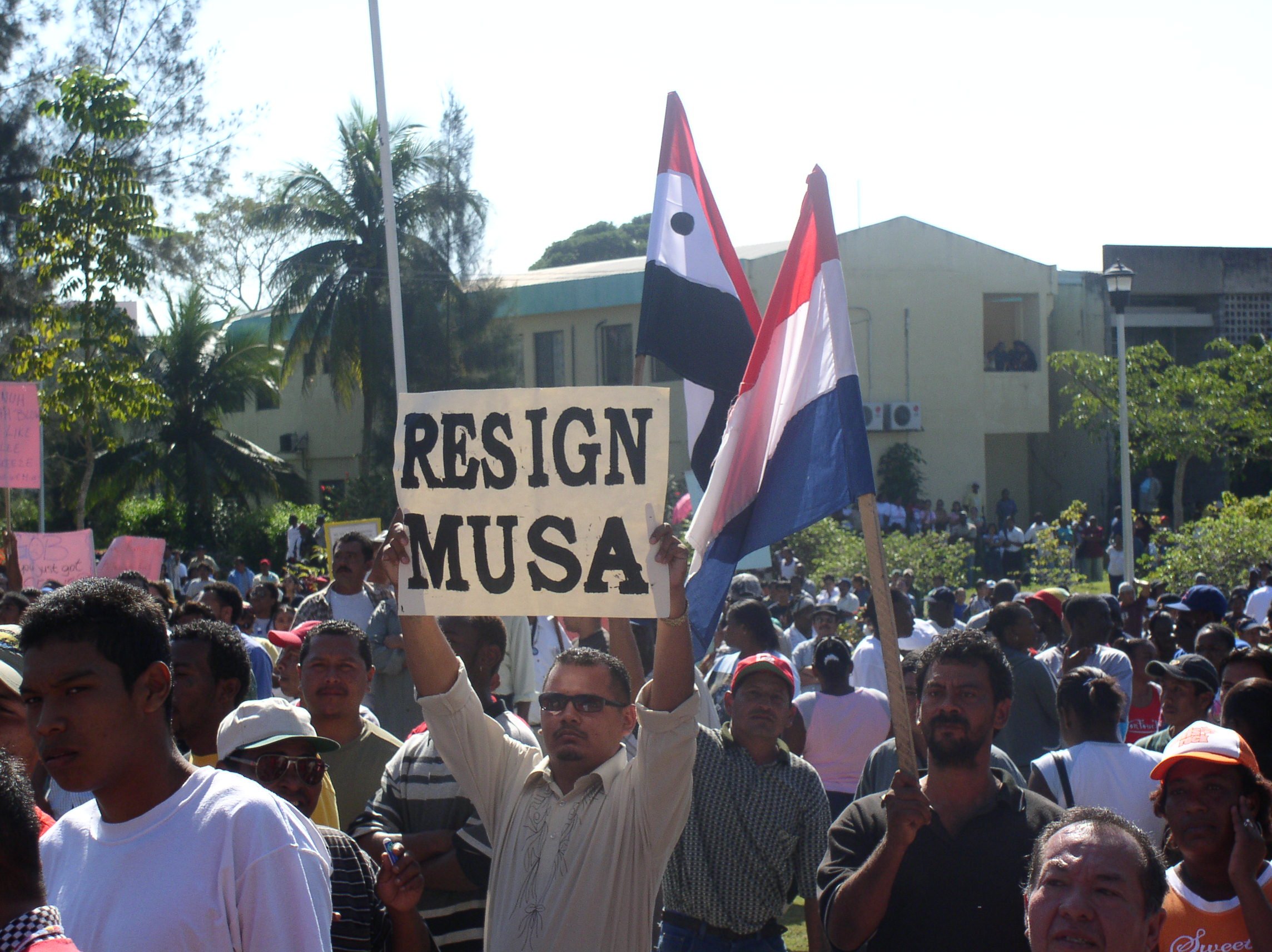
حمل الجماهير خارج الجمعية الوطنية لافتات تطالب باستقالة سيد موسى

في 20 يناير، طالب المجتمع الاقتصادي واتحادات العمال بإضراب عام لمدة يومين. نتيجة لذلك، تغيب الموظفون عن أعمالهم مما أدى إلى إغلاق خدمات الماء في غالبية بيليز. في الحادي والعشرين من يناير، أعلنت الأخبار المحلية عن مظاهرات متفرقة في العاصمة بيلموبان، احتوت هذه المظاهرات على حرق مباني حكومية وحواجز الطرقات. وعندما توجه الوزراء إلى مبنى الحكومة، قام المتظاهرون برميهم بالحجارة والزجاجات، مما أدى إلى تدخل الشرطة والجيش لمحاولة كبت المظاهرات. يذكر أن الحكومة قامت بوضع آلات تصوير خارج بعض المباني لتوقعها تجمع المتظاهرين هناك، وقد تمت مترسة المباني الحكومية لإحباط المظاهرات المحتملة.
هذه هي المرة الثالثة التي تحصل فيها مثل هذه الاضطرابات في بيليز، كانت المرة الأولى في الخمسينيات، والثانية في الثمانينيات، عندما سود اقتراح للتخلي عن جزء من الدولة لجواتيمالا.
في 21 يناير حدثت مظاهرات كبيرة في بيلموبان أعدتها المعارضة، وأعد الحزب الحاكم مظاهرات معاكسة. خلال هذه المظاهرات، حدثت احتجاجات ضخمة خارج مبنى الجمعية الوطنية في بيلوموبان، مما أدى إلى العنف. رمى المحتجون الحجارة على الشرطة، الذين ردوا بدورهم عن طريق الرصاصات المطاطية والغاز المضاد للشغب.
خلال هذه الاحتجاجات، سمع دوي الرصاص وأصوات المزامير من مسافات تزيد عن 1 كم. بالإضافة إلى ذلك سمع صوت قنبلة واحدة على الأقل، كانت ذات صوت أعلى بكثير من أصوات الرصاص، لم يتضح السبب خلف هذه القنبلة بعد. كذلك فقد تم احتجاز بعض المحتجين، من بينهم ستالوارت يلومان، عضو الحزب الديموقراطي المتحد.
انتهت مدة السماح للمتظاهرين في الثالثة مساءً، ولكنهم حصلوا على ساعة إضافية. بعد نهاية هذه الساعة، تم تجاهل المطالبات المتتالية لتفرق من قبل أغلب المتظاهرين. قام المعلق جيفريريس بقراءة قانون الشغب للمتجمعين، وبعد 40 دقيقة، أمر شرطة مقاومة الشغب بتفريق التجمع. فقامت شرطة مقامة الشغب بذلك باستخدام الغاز المسيل للدموع والرصاصات المطاطية. فقام أعضاء اتحاد العمال بالاستلقاء ورفضوا التفرق، مما اضطرالشرطة لسحبهم بالقوة من المنطقة.
كان الشرطة في حالة هادئة خلال اليوم، رغم أنه يذكر أن بعض المتدربين استخدموا العنف مما يخالف الأوامر الموجهة لهم. والكثير من التقارير تذكر أن شرطة مدربين قاموا بحد متدربين وابعادهم من صفوف الشرطة، ويؤكد البعض أن الحجارة لم ترم من قبل المحتجين حتى قام أحد المتدربين بضرب محتج على رأسه بالعصا.

## وصلات خارجية
- (بالإنجليزية) رئيس الوزراء يطالب بالهدوء.